# ロックマンエグゼAXESS
『ロックマンエグゼAXESS』（ロックマンエグゼ アクセス）は、カプコンのゲームソフト『ロックマンエグゼシリーズ』を原作とするテレビアニメ。
2003年10月4日から2004年9月25日まで、アニメ『ロックマンエグゼ』の続編かつ第2シリーズとして、テレビ東京系列で毎週土曜日8時30分から9時00分の時間帯に放送され、BSジャパン（現BSテレ東）でも遅れネットされた。全51話。

## 概要
前作から半年ほど休止を挟んで毎週土曜日8時30分から9時00分の時間帯で放送が開始された。第1シリーズは春から放送開始だったが、これ以降は『ロックマンエグゼBEAST+』までの間ゲームの販売時期に合わせて秋から放送開始となった。なお玩具展開などのスポンサーが前作のバンダイからタカラ（現タカラトミー）へと変更されている。
ベースは『バトルネットワーク ロックマンエグゼ3』、『ロックマンエグゼ4』。ゴスペルとの最終決戦後、平和を取り戻した世界でダークロイドとネビュラの手によりウイルスやダークロイドが現実世界で実体化する事件が起こる中、熱斗とロックマンが融合＝クロスフュージョン（Cross Fusion：CF）してネット社会の平和を守るネットセイバーとして様々な事件を解決してゆくさまを描く。クロスフュージョンの影響で、前作後半で大活躍した「スタイルチェンジ」の代わりに「ソウルユニゾン」の能力がロックマンに発現する。ダークロイドの設定上、敵ナビにオペレーターがいない（もしくは違う）など、設定がゲームと大きく異なる箇所がありクロスフュージョン共々独自色が強くなっており、GC版ゲームに登場したナビも登場しており、無名だった技に技名が付けられている。
ダークチップなどが物語展開に闇が関わることが多く、前作に比べややシリアスな作風になっている。
ナビのデリートの演出は体がDELETEという文字に変化してから足から頭上まで光と化し消滅する演出だったが、今作からはゲーム版同様爆散する演出も使われるようになった（特に現実世界でのデリートは爆散で、電脳世界でのデリートは光と化し消滅する）。

## 登場人物

### メインキャラクター
光熱斗（ひかり ねっと）
声 - 比嘉久美子
主人公。今作から秋原小学校6年生。勉強とゴキブリは苦手だが、ウイルスバスティングの才能に恵まれている。明るい性格。ロックマンやメイルなどとは強い絆で結ばれている。恋には鈍い。カレーや完熟マンゴーが大好物。
クロスフュージョンの能力を身に付けたことで、ネット社会の平和を守るネットセイバーに任命される。
好きな色は青。
ロックマン
声 - 木村亜希子
熱斗のナビ。青いボディカラーが特徴。生真面目な性格で、熱斗と同じで恋には鈍い。幽霊が苦手。主な攻撃方法はロックバスターと転送されるバトルチップ。特殊なナビで、何らかのきっかけによりスタイルチェンジ、ソウルユニゾンといった能力が発現する。その力の詳しい部分は解明されていない。
時折熱斗と「友情確認ごっこ」という遊びをすることもある。
クロスフュージョン ロックマン
熱斗とロックマンがディメンショナルエリア内でクロスフュージョンした姿。
実体化して暴れるウイルスやダークロイドに勇敢に立ち向かう。シンクロ率が低いとクロスフュージョンが解除されたり実行自体ができなくなるので強い絆が不可欠である。
元のロックマンとはヘルメットのデザインやスーツのラインが異なっている。さらには本作と『Stream』でも別デザイン。
桜井メイル（さくらい メイル）
声 - 水橋かおり
熱斗の幼馴染。優しい性格で頭もいい。ごくまれに暴走することも。
熱斗のことが好きだが、なかなか素直になれない。
ロール
声 - 城雅子
メイルのナビ。戦いはあまり得意ではない。主な攻撃方法は、ロールアローとハートフラッシュとたまに転送されるバトルチップ。ロックマンに恋をし、メディをライバル視（『Stream』以降）。フラッシュマンとの戦いでロックマンとソウルユニゾンした。一度だけ浴衣姿で登場している。
光祐一朗（ひかり ゆういちろう）
声 - 永野広一
熱斗の父親で科学者。ネットナビの産みの親でもあり、科学省で日夜研究を続けている。優しい性格だが、ごく稀に悪人っぽくなることも。前作では冒険家として様々な国を探検していた。色々なことを知っているので、悪者に狙われたことも多数。劇場版では、誘拐された彼を熱斗が救い出すという流れになっている。
光はる香（ひかり はるか）
声 - 城雅子
熱斗の母親。料理がとても上手。熱斗と祐一朗がいない間、光家を守っている。天然っぽい印象を受けるが、大きなトラブルが発生しても冷静に息子・熱斗や夫・祐一朗を信じてサポートする。
名人（めいじん）
声 - 藤原啓治
科学省で働いているが、科学省の人間ではないらしい。最初は熱斗たちが危機に陥ったときどこからともなく現れる謎の人物だった。
本来「さん」をつけることは不要だが、熱斗には事あるごとに「名人さん」と呼ばれ、その度に「『さん』はいらない!」と応えるのが定番となっている。
ミニカーなどの食玩を集めている。着ているシャツには「16」 - 「18」とシリーズ（厳密には放送された年）ごとに異なる数字が書かれているが、これは初代『ロックマン』のゲームが発売されて何周年目かを示している。
日暮闇太郎（ひぐれ やみたろう）
声 - うえだゆうじ
ヒグレヤという店でバトルチップを販売している。レアなバトルチップに目がなく話し出すと止まらない。ネットバトル大会を開催したり、旅行したりしてバトルチップの販売以外にもいろいろやっている。語尾に「〜でマス」とつけるのが特徴。まりこに恋しており、マサとは恋敵である。
ナンバーマン
声 - うえだゆうじ
日暮の計算型ナビ。主な攻撃方法は、サイコロボムとナンバーボール。数字が好き。アクアマンとの戦いでロックマンとソウルユニゾンした。
大園まりこ（おおぞの まりこ）
声 - 日髙のり子
熱斗のクラスの美人教師。明るい性格。テニス部顧問、兼温泉部顧問。他にもSF映画ファンの名誉会員（劇場版で判明）など、多彩な趣味を持つ。生き別れた妹のゆりこの身を案じている。
氷川透（ひかわ とおる）
声 - 渡辺久美子
熱斗の友達。物事を冷静に判断し、冷めた視点で何かと突っ込むことが多い。温泉部部長。
アイスマン
声 - 野田順子
透が使うお子ちゃまナビ。雪や氷を操るのが得意。主な攻撃方法は、ブリザードとアイスキューブ。同じ水属性のアクアマンとバブルマンとは友達同士で、仲がいい。最初は透の父親と共同で使われていたが、現在は透専用のナビになっている模様。
伊集院炎山（いじゅういん えんざん）
声 - 斎賀みつき
熱斗の友人にしてライバル。オペレートの腕はまさに天才的。12歳にして巨大企業IPC（伊集院PETカンパニー）の副社長にしてネットセイバー。最初はクールで二枚目のキャラクターだったが、熱斗と行動を共にするようになって以来、妙に不幸な目にあっている。また（主にラウルとの）捜査上の変装で、奇抜なアフロ姿になることも。ブルースにダークチップを使用させてしまうことにより葛藤する。
ブルース
声 - 松風雅也
炎山の持ちナビ。幼い頃に父親から貰ったナビで、彼と同じく常にクールな剣士。主な攻撃方法は、ブルースソードと転送されるソード系のバトルチップ。27話でシェードマンとの戦闘でダークチップを使用しダークロイド化したが（下記の#ダークロイドの節を参照。その戦いでロックマンとソウルユニゾンした）、49話で紆余曲折の末元に戻る。炎山のナビであることを誇りに思っている。ロックマンと対照的に赤いボディカラーが特徴。またバイザーで目を隠し、その素顔は明らかになっていない。
大山デカオ（おおやま デカオ）
声 - 沼田祐介
熱斗の友達。体は大きいが気は小さい。熱斗をライバル視しているが、オペレートは熱斗に比べてイマイチ。惚れっぽい性格。今作でカレー料理に目覚め、マハ・ジャラマの経営するMaha二番でアルバイトをするようになる。
ガッツマン
声 - 下山吉光
デカオの持ちナビ。力が強いが頭は弱い。口癖は「〜でガッツ」「〜でガス」。バーナーマンとの戦いでロックマンとソウルユニゾンした。
綾小路やいと（あやのこうじ やいと）
声 - 芳野日向子
ガブゴン社の社長令嬢。熱斗たちより年下だが、飛び級して熱斗と同じクラスに在席していたが、今作ではキングランドに留学する。伊集院家とは江戸時代からの腐れ縁。常にオデコが眩しく光り輝いている。なんだかんだ言いつつ、炎山を好きになったようだが、彼の前では素直になれない。
グライド
声 - 川津泰彦
やいとの持ちナビ。主な攻撃方法は、グライドキャノンと転送されるレアなバトルチップ。分析力に優れ、身の回りの世話を任されている執事的存在。彼女の行動に振り回されること多数。

### ネット警察
貴船誠心（きふね せいしん）
声 - 中嶋聡彦
ネット警察の警視総監。ネット犯罪が起こったとき、熱斗たちに指示を出す。警視総監なだけあって狙われることも。
真辺鈴（まなべ りん）
声 - 山口由里子
ネット警察に勤める女性。階級は警視。日夜ネット犯罪の調査を行っている。事件の説明をするだけでなく、熱斗たちと共に現場に赴くことも。
ライカ
声 - 結城比呂
シャーロ国の軍人にしてネットセイバーで、熱斗のもう1人のライバル。13歳。冷静沈着であり、スノーモービルやバイクなどの操縦もこなせる。またフェンシングも会得しており、剣術のたしなみもある。一方で、甘いもの好きな歳相応の一面も。本人はクロスフュージョンを必要としないが、『Stream』ではアステロイドの多発事件が多い理由でクロスフュージョンを使う。
サーチマン
声 - 福山潤
ライカのナビ。命令に忠実に従う軍事ナビだが、仲間思いでもあり、ロックマンを犠牲にすることはライカの命令であろうと拒否した。名前の通り、検索能力に長けており、現実空間を越えて遠く離れた電脳空間の標的を狙撃することもできる。デザートマンとの戦いでロックマンとソウルユニゾンした。
敵をロックオンして狙撃する「スコープガン」、サテライトを出現させ敵目掛けてレーザーを照射する「サテライトレイ」を使用。また、現実空間を越えて狙撃する「ワープ弾」も使用可能。
岬悟郎（みさき ごろう）
声 - 松本大
ネット警察の刑事。第1話にてクロスフュージョンの実験台に選ばれるも失敗。心の奥底にクロスフュージョンへの憧れがあったため、そこをネビュラのエージェント・大園ゆりこに付け込まれ、ダークチップを併用した「ダーククロスフュージョン」の犠牲者となる。回復後はネット警察に復帰、ゆりこと幾度となく対峙する。
プリズマン
声 - 小野大輔
岬悟郎のナビ。プリズムを使って敵をその中に閉じ込めることができる「ダハプリズム」を使う。また、両肩の突起物は接近戦用の棒や、遠距離戦の銃にもなる。戦闘能力は非常に高く、ダークロイドのグラビティマンのグラビティドライブを貫き、圧倒するほど。岬共々ダーククロスフュージョンの犠牲者となる。以降は登場しなくなるが『Stream』で復活する。

### ネビュラ
Dr.リーガル（ドクター リーガル）
声 - 中多和宏
ダークチップシンジケート・ネビュラの首謀者。祐一朗の旧友にしてキングランド出身の超エネルギー工学の天才科学者だったが、今作の黒幕であることが中盤より明かされる。15年前の飛行機事故の被害者の一人で、デューオのプローブとして再生している。プローブである自身とゆりこを「選ばれた人間」としており、地球を戦慄と恐怖に陥れようと企む。最終話でレーザーマンとダーククロスフュージョンした段階でシェードマンを一蹴できる実力を持つが、さらにディメンショナルコンバーターを用いることでCFレーザーマンの姿のまま巨大化。CFロックマンとCFブルースを蹴散らして科学省を破壊しようとするが、ディメンショナルコンバーターに取り込まれた数多のナビの祈りによって復活したCFロックマンの手で中枢部分を破壊され、消滅する。
レーザーマン
声 - 中多和宏
リーガルのナビ。様々なレーザーを操る。シェードマンに代わってダークロイドたちの上に君臨し、ダークチップの影響で悪に堕ちたブルースを側近にしている。立体映像として現実世界に現れたり、距離が離れたディメンショナルコンバーターを腕の一振りで破壊するなど、通常のナビとはどこか異なる能力を見せる。
十字の「クロスレーザー」、上空に大穴を空け隕石を降らせる「スターブレイクレーザー」を使用。
大園ゆりこ（おおぞの ゆりこ）
声 - 日髙のり子
まりこの双子の妹にして、ネビュラのエージェント。15年前の飛行機事故の被害者の一人で、デューオのプローブとして再生している。まりこそっくりに変装し、熱斗とメイルを幾度か誘い込んだことがある。物語の終盤では、ネビュラの命により姉のまりこを抹殺することができなかったためダークブルースによって切り捨てられそうになり、それを庇った岬刑事共々海へ沈められてしまうが、一命は取り留めていたようで最終回ではデューオの危機を語った。ダークシンクロチップを使用してニードルマンとクロスフュージョンを果たしているが、デューオのプローブであるため岬のようにダークオーラによる影響は一切受けていない。
ニードルマン
声 - 土屋利秀
ゆりこのナビ。全身から棘を放出して攻撃する。最初はロックマンにダークロイドかと勘違いされていた。笑い声は「シャ〜シャッシャッシャ!」。
針を飛ばす「ニードルキャノン」や、針で突き刺す「フレアニードル」を主に使用。

### ダークロイド
ダークロイドとは電脳世界の奥深くから大量発生した一種のデータ生命体（全て自立型）であり、特定のオペレーターを持たない。第46話では熱斗たちにデリートされたため、ネビュラの再生技術により全員復活するが、ロックマンやサーチマンに呆気なく再度デリートされ、完全に全滅する（シェードマンとバブルマンは除外）。
シェードマン
声 - 中村秀利
吸血鬼型ダークロイド。蝙蝠のような超音波による攻撃をする。ダークロイドたちを束ね暗黒城を治めるリーダーで、人間を滅ぼすためリーガルと共謀するも、ダークチップを餌に部下たちが次々とネビュラに寝返っていってしまう。中盤でレーザーマンに暗黒城を支配され、7枚のシンクロチップを奪われ失墜、電脳世界の奥深くに封印されるが、終盤で突如出現したフォルテにエネルギーを注ぎ込まれたことにより復活を果たす。フォルテの助言の下、電脳と現実の二空間を行き来できるラッシュを誘拐して、科学省のバトルチップ開発システムの電脳に侵入しラッシュをラッシュシンクロチップに変換、これを使いディメンショナルエリア無しでの現実世界へ実体化を果たした。Dr.リーガルに復讐を果たすべく、リーガルが関与する現実世界の様々なものを破壊しながらリーガルを捜索。最終的にニホンのリーガルタワーで二人は相まみえ、レーザーマンとのクロスフュージョンを果たしたDr.リーガル（CFレーザーマン）にデリートされる。
超音波で敵を薙ぎ払う「クラッシュノイズ」を使用。
ビーストマン
声 - 松本大
獣の姿をしたダークロイド。鋭い爪による攻撃を得意とし、動きも素早い。ダークチップの乱用によりダークソウルに飲み込まれた最初の犠牲者となる。CFロックマンにデリートされた。
腕と頭部を飛ばす「ワイルドラッシュ」、上空から奇襲する「ジャンピングクロー」、爪で豪快に切り裂く「ビーストレイ」の3種を巧みに使用。
バブルマン
声 - 芝原チヤコ
泡を操るダークロイド。世界に破壊と混乱と天然水を目論む。ゲーム版では爆弾による殺人未遂を行うが、アニメ版ではただトイレの水を逆流させ、大便している者に恥をかかせようとしているため、ゲーム版ほど過激な性格ではなくなっている。語尾に「プク」をつける。ダークチップを欲するも使わなかったため、結果ネビュラに寝返らずシェードマンに最後まで付き従った。シェードマンを尊敬しており、ダークロイド最後の生き残りとなってからはその遺志を継ぎ、形は違えど世界をダークロイドの支配下に置くため1人細々と活動する。同じ水属性のアクアマンとアイスマンとは友達となり、仲がいい。1度報酬代としてもらったダークチップを使わずとっていたが、下っ端兵に全て持っていかれた。自作のバブルマンのボトルキャップがありシークレットはラッシュに変装したバブルマンらしい。最終回はネビュラによって破壊されたラッシュのわずかなデータを集め復元した。
泡を大量発生させる「バブルパレード」、矢を発射する「アクアシュート」を主に使用。
フラッシュマン
声 - 保村真
光と電撃を操るダークロイド。物語中盤にシェードマンからダークチップに蝕まれたデザートマンをデリートする命を受ける。蝕まれたデザートマンに「俺はお前とは違う」と言い放ったが、結局は自分もダークチップに蝕まれ、最終的にはシェードマンに介錯される形でデリートされた。
電気の球が地を這う「ネオンライト」、電撃攻撃「スパークアーム」を使用。
ボウルマン
声 - 大川透
電脳世界一のボウリングの達人で、シェードマンに洗脳されダークロイド化。イカサマを許さないスポーツマンシップの持ち主であるが、同時にボウリング以外にはまるで関心を持たない危険な性格。ボウリングの球とピンによる攻撃を行う他、電脳世界のボウリングレーンと現実世界をリンクさせ、ボウリングの要領で建築物を破壊するも熱斗とロックマンとの戦闘の末、CFロックマンにデリートされる。第46話では再生ダークロイド軍団の1人として蘇っているが、メタルソウルのロックマンにより一撃でデリートされた。
ピンを連射する「ガトリングピン」を主に使用。
プラントマン
声 - 吉野裕行
植物を操るダークロイド。ゲーム版と違い水属性の攻撃も繰り出す。1度はヒートマンを圧倒するが、それのデータから復元されたファイアマンとファイアソウルを発現させたロックマンにデリートされる。大袈裟かつ、ややポエムじみた物言いを好む。
「プラントウィード」で拘束したり、「ローズニードル」を連射する戦法をとる。
バーナーマン
声 - 三木眞一郎
火を操るダークロイド。ダークチップを報酬にもらうためなら手段を選ばず、シェードマンを裏切りネビュラの側に付く。ロックマンに1対1の一騎討ちを申し込んだがロールとアクアマンが同伴してきたことに逆上する。アクアソウルを発現させたロックマンにデリートされる。
火炎放射「ストライクバーナー」や、バーナーを放射し続けることでソードの役割を果たす「バーニングソード」、バーナー全てを放出しながら体当たりをする「バーニングジェット」を使用。
デザートマン
声 - 梁田清之
砂を操るダークロイド。ブルースやロックマンを追い詰めるほどの実力を持つも、徐々にダークチップの禁断症状が出始め、ダークチップを求めて彷徨っていた所をネット警察に捕らえられてしまい、さらにシェードマンの命令で自分を消すためにやってきたフラッシュマンの手によってデリートされる。
砂の腕を変形させる「ライオンヘッド」「ヘビーサンド」、相手を飲み込む「アリジゴク」を使用するほか、砂の置物にダークオーラを纏わせることで対象をインビジブル状態にすることができる。
ビデオマン
声 - 西村知道
ビデオテープを撒きつけたり、敵を録画再生したりと、ビデオ特有の攻撃方法を行うダークロイド。水属性を嫌う。ネット配信ではなく、ビデオを扱ったテロを行うなど、ビデオに対するプライドを持っている。視聴者に会話を持ちかけたり、バブルマンを録画し、戦闘中に誤ってそれを再生してしまうなど、ダークロイドの中では数少ないユニークな性格の持ち主だが、残忍かつ冷酷な部分は他のダークロイドと変わらない。CFロックマンとCFブルースのコンビネーションによりデリートされた。
テープの芯をぶつける「ワインドカッター」、録画した相手などを実体化再生させる「ロクガサイセイ」を多用。
グラビティマン
声 - 下山吉光
重力を操るダークロイド。その力で空間を捻じ曲げ、ロックバスターなどの弾道を逸らす。「グラビティドライブ」は重力波で物体を弾いたり押しつぶすなどの攻撃が可能で、バスター系に対する防御手段としても用いられる。「グラビティホールド」は動きが遅いが相手を追尾する重力球。ただ、これらの重力攻撃は質量の大きい「ストーンキューブ」などの物体を当てればかき消すことができ、グラビティマンの頭部に攻撃を与えると致命傷を与えられる。機械的な言葉遣いで喋る。重力という強力な能力で様々な相手を苦しめたが、CFロックマンとバトルチップゲートを使いこなした炎山にデリートされた。
スパークマン
声 - 風間勇刀
電気を操るダークロイド。発する閃光で相手の影を作り出すこともできる。他者を「◯◯ごみ」と言い捨てる癖があり、相手を蔑む際も、「ごみ」という言葉を多用する。一度はHPの減ったCFロックマン、CFブルースを退けるが、ウッドソウルを発現させたロックマンにデリートされる。
電気機雷「スパークボール」や電気の波「スパークウェーブ」を使用する他、「メイクシャドー」で相手の影を立体化させ同士討ちを行わせる。
ダークブルース
声 - 松風雅也
ナビをダークロイド化させる「ダークロイド因子」が埋め込まれた特別製ダークチップの影響でブルースがダークロイド化した姿。シェードマンに代わってダークロイドの首領となったレーザーマンに忠誠を誓い、ネビュラの幹部となっている。過去さえ嫌い、乱暴な発言も多用する冷酷非道な性格となっている。このため自分が炎山のナビであったことをも否定し、熱斗たちの説得にも断固として応じない。元のブルースの意識は心の奥底に封印されており、最後は元のブルースに戻る。
バトルチップの携帯所持能力は以前と変わらず、「ワイドソード」やネオバリアブルがダーク化した「ダークネオバリアブル」を所持。「デルタレイエッジ」や「ブラッディクロス」も使用可能。また、ソードをバスターに変形させて暗黒弾を発射することが可能。
ソードマン
声 - 稲田徹（赤）、桐井大介（青）、最上嗣生（黄）
剣の形をしたダークロイド。3本の剣が刺さっておりそれぞれが人格を持つが、個別に動き回ったり、武器になることもある。赤は貫通衝撃波「グレートソード」、黄が上空からの「ソードプレス」、青が地を這う「ソニックブレード」を得意とし、これを一連のコンボとして繋げる攻撃を「一人トリプルアタック」と称している。また、剣を回転させて飛ばす「スパイラルソール」も使用。内の1本の人格は体から分離してCFロックマンに挑むも敗北しデリートされるが、残った2本の人格もCFロックマンにデリートされた。
ブライトマン
声 - 小西克幸
光を操るダークロイド。ラウルの友人のナビをデリートしており、ラウルとサンダーマンにはその敵として追われている。サンダーマンに1度敗れ、ログアウトして逃走する。後にコールドマンやスターマン、ソードマンらと共にサーチマン含め復讐へ向かうが、サーチマンとのタッグを組んだサンダーマンのコンビネーション攻撃によりデリートされた。登場したのはシェードマン失墜後にダークチップを餌にされネビュラに加わった後である。
目から強力な光の光線を放つ「ブライトビーム」、頭部2本のプラグを放つ「プラグラリアット」、追尾弾「エナジーボール」を使用。
コールドマン
声 - 川田紳司
氷と冷気を操るダークロイド。サーチマンと交戦するが、アイスキューブを用いた幻影戦法で優位に立つ。ソードマンとは仲がいいようで、ミストマンを探し古代ピラミッドを探索している間はコミカルな一面を見せた。「ヒュ〜」が口癖。CFロックマンにデリートされた。
アイスキューブを押して滑らせる「アイスシュート」、腹部の冷凍庫から冷気を発射する「ホワイトブレス」、重し状態となって上空から落下する「アイスバーグプレス」を使用。
スターマン
声 - 氷青
流星と隕石を操るダークロイド。新型PETの破壊を狙うが、新型PETによって熱斗とロックマンがクロスフュージョンしたCFロックマンにはかなわず、「エレキソード」によってデリートされた。なお、ゲーム版では敵組織のナンバー2という役割だったが、アニメ版ではただの構成員ということになっている。登場したのはシェードマン失墜後にダークチップを餌にされネビュラに加わった後である。
「メテオ」を多用し、「スターアロー」や「リュウセイグン」で広範囲を攻撃する。

### その他
白泉たま子（しらいずみ たまこ）
声 - 本田貴子
温泉旅館でおみやげ屋を営んでいる姉御肌の女性。ネットバトルに命を賭け、特に熱斗相手には至る所で本人が食事前だろうが何だろうがお構いなしにバトルを仕掛ける。そして入浴中の熱斗にバトルを仕掛けるべく乱入した大浴場でバブルマンに乱入されバトルを妨害された挙句、熱斗とロックマンがクロスフュージョンする瞬間を目撃することとなる。
メタルマン
声 - 千葉進歩
たま子のナビ。鋼鉄の拳をもち、その一撃は強力。鋼鉄の刃をブーメランのように投げたり、ミサイルの発射も可能。ビーストマンに胸を貫かれデリートされかけた際にロックマンとの友情でソウルユニゾンした。
「メタルミサイル」やブーメラン「メタルホイール」、殴りつける「メタルフィスト」を使用。特訓でメタルフィストをさらに強化した最強奥義「メタルブレイク」も使用する。
城戸舟子（きど しゅうこ）
声 - 能登麻美子
自分を不幸だと思い込んでいる少女。日暮の説得で立ち直った後はヒグレヤのアルバイトになる。双子の弟たちと暮らす。
アクアマン
声 - 千葉千恵巳
舟子のナビ。語尾に「ぴゅ」を付けるのが特徴で、舟子のことを「舟姉ちゃん」と呼んでいる。性格が幼く、一度泣き出すとその涙で電脳世界が水没してしまう。同じ水属性のアイスマンとバブルマンとは友達同士で、仲がいい。バーナーマンとの戦いでロックマンとソウルユニゾンした。
水道管から水を放出する「スイドウカン」、水の弾丸「アクアホウガン」などを使用。
城戸アツホ、城戸タイチ
声 - 森田成一
舟子の弟。
アネッタ
声 - 釘宮理恵
いつも元気で明るい少女。実はネビュラの手先で、自分と友達だったナビをデリートした炎山に復讐するために近づく。事件解決後は炎山が大好きになる。数十桁の数字を一瞬で記憶するという特技を持つ。また彼女の作る料理は、見た目は凄まじいが味はまとも。
シルク
声 - 夏樹リオ
アネッタと友達のナビ。炎山のナビ、ブルースにデリートされた。しかしそれはダークチップに侵食された自分の暴走を止めるため、彼女自身がブルースに頼んだことであった。
ジャンクマン
声 - 三宅健太
放棄された人工衛星の電脳世界に偶然生まれた自律型ナビ。宇宙に漂う鉄屑を「友達」として引き寄せる。後にロックマンたちとも友達となり、自身の人工衛星を攻撃してきたネビュラとの戦いに協力する。その際にロックマンとソウルユニゾンした。
戦闘時はゴミの塊「ジャンクキューブ」を飛ばす他、両腕を伸ばして敵を押しつぶす「ジャンクプレス」、ネジ型ミサイル「ボルトミサイル」を使用。また、現実空間に存在するデブリを磁石の反発のように移動させる特殊能力も持つ。
ラウル
声 - 飛田展男
アメロッパ・ヘブンズシティのダウンタウンを取りまとめている人物。アメロッパを訪れた熱斗と出会い、以来緊急時には助っ人として参戦。ライカとは反りが合わず激しく対立していたが、炎山と度々コンビを組むことがあり、潜入捜査時には炎山と共に奇抜なアフロ姿に変装する。ちょんまげのかつらが大好き。
サンダーマン
声 - 中村大樹
ラウルのナビ。雷を操る。ラウルの変装時にはそれに合わせ、謎の覆面ナビ「マスクドサンダー」に変装する。ソードマンとの戦いでロックマンとソウルユニゾンした。
相手目掛けての落雷「サンダーボルト」を主に使用。
五十嵐ラン（いがらし ラン）
声 - 久川綾
南の島、シーサーアイランドの巫女。いつもは丁寧語だが酒に弱く、少しでも飲んでしまうといつもの丁寧語はどこかへ行ってしまい、暴走し出す。
ウインドマン
声 - 咲野俊介
五十嵐ランのナビ。風を操るシーサーアイランドの守り神。シーサーの力を取り込み暴走したニードルマンとの戦いで、ロックマンとソウルユニゾンした。
相手に向かって飛翔する「プロペラボム」、竜巻攻撃「ラウンドトルネード」、鳥型ミサイル「バードクラッシュ」を使用。
フォルテ
声 - 根本圭子
強さだけを求める自律型ナビ。ファラオマンから流出した"究極プログラム"が自己再生し、ネットワーク上でナビとして形成された存在。『エグゼ』で機能停止したロボットであるゴスペル首領のボディを使うことで、現実世界での活動や、電脳世界へのプラグインも可能。現実世界で、ディメンショナルコンバーターさえも自作する超天才的頭脳を持つ「アレグロ」と呼ばれる弟分のロボットを生み出すが、知能が幼すぎると判断し処分した。レーザーマンに敗れ電脳世界の奥深くに封印されていたシェードマンにエネルギーを注ぎ込み復活させたが、最終話でCFレーザーマンに圧倒されている様子を見ると見限るように姿を消している。また、人間を見下し、愚かな存在であると認識している。ダークブルースと遭遇した際にネビュラに勧誘されているが、断っている。
匠転助（たくみ てんすけ）
声 - 広瀬正志
コマ職人。職人気質で頑固。孫と遊ぶためにネットバトルをするようになる。
タップマン
声 - 緒方賢一
転助のナビ。コマを扱う老人ナビだが、年相応のボケが強い。
小さなコマを飛ばす「リトルスピナー」を得意とする。
ミストマン
声 - 小杉十郎太
主の命令で、ある電脳世界を守っているナビ。霧を操って攻撃する。ランプの持つ者の命令に従わざるを得ないため、ランプの行方次第で敵にも味方にもなりうる。
エルボー攻撃「マジンタックル」や、毒を浴びせる「ミスティポイズン」、相手の動きを止める「ソウルゲンガー」を使用。
伊集院秀石
声 - 田中総一郎
炎山の父親。49話の回想シーンにのみ登場。

## クロスフュージョン
今作から登場した、ゲームには無いアニメオリジナルの設定。略称はCF（Cross Fusion）。現実世界に出現したダークロイドと戦闘を行うために使われる方法である。
シンクロチップという特殊なチップをPETにスロットインすることによって、オペレーターとナビが融合すること。現実世界にディメンショナルエリアという特殊な空間を展開して、電脳世界のネットナビを擬似物質化することによって融合を可能にする。ディメンショナルエリアはDr.リーガルが発動するため区間は制限されたが、『Stream』以降は自由に発動できるようになる。『BEAST』ではビヨンダードでワイリーの基地のバリアの役割となった。
誰にでもできるわけではなく、オペレーターとナビとのシンクロ率が高くなければ、クロスフュージョンは実行できない。熱斗とロックマンのクロスフュージョンは成功していたが、本作以降でロックマンのスタイルチェンジが変身不可能となってしまう。
なお、クロスフュージョン実行前にバトルチップをPETに装備しなければ、クロスフュージョン実行後はバトルチップの転送は不可能となる（最低5枚装備が可能）。『AXESS』33話ではバトルチップゲートが登場。クロスフュージョン実行後でもバトルチップの転送ができるようになった。
ダークシンクロチップは、ナビとオペレーターの「クロスフュージョンをしたい」という欲望をダークオーラが補完し、シンクロ率を無視してクロスフュージョンをすることができるが、ナビとオペレーター共にダークオーラの影響を受けてしまう。しかし、デューオのプローブであるゆりこやリーガルに、ダークオーラの影響は発生しなかった。
CFロックマン（熱斗）に限り、ソウルユニゾンチップを使用することでさらなる変身を行うことが可能。その場合、使用したユニゾンチップに対応したロックマンのソウルユニゾンと同一の姿、能力を得られる他、身体の一部分のみを変化させてバトルチップのように扱うこともできる。しかし、クロスフュージョン中にソウルユニゾンすることは、熱斗の身体に大きな負担をかけるため、父親の祐一朗から止められている。
『AXESS』1話では科学省で開発された9枚が存在した。まず、シェードマンによりこのうちの7枚が奪われ、残りの2枚は熱斗と炎山の手に渡る。奪われた7枚は暗黒城にてシェードマンが保管していたが、物語中盤でレーザーマンらネビュラが暗黒城を支配しシェードマンを失墜させたことで、7枚はネビュラの手に渡る。さらに、そのうち3枚は岬、ゆりこ、リーガルの使うダークシンクロチップに改造される。『AXESS』最終話には、残った4枚がCFレーザーマンの巨大化に利用された。
| オペレーター                                                                      | ナビ           | 初実行作品 | 備考 |
| --------------------------------------------------------------------------------- | -------------- | ---------- | --- |
| 光熱斗☆                                                                           | ロックマン     | 本作       | 前述。 |
| 伊集院炎山☆                                                                       | ブルース       | 本作       | CFロックマン同様、本作と『Stream』でデザインが別。                                                                  |
| ライカ☆                                                                           | サーチマン     | 『Stream』 | 左目のスコープが両目のバイザーに変わる。                                                                            |
| プリンセス・プライド☆                                                             | ナイトマン     | 『Stream』 | |
| 大園ゆりこ☆                                                                       | ニードルマン   | 本作       | 最初はダークシンクロチップを、『Stream』ではDr.ワイリー製シンクロチップを使用。                                     |
| バレル☆                                                                           | カーネル       | 『Stream』 | Dr.ワイリー製シンクロチップを使用。                                                                                 |
| ディンゴ☆                                                                         | トマホークマン | 『Stream』 | |
| ジャスミン☆                                                                       | メディ         | 『Stream』 | |
| チャーリー・エアスター☆                                                           | ジャイロマン   | 『Stream』 | |
| テスラ・マグネッツ☆                                                               | マグネットマン | 『Stream』 | |
| 六尺玉燃次☆                                                                       | ナパームマン   | 『Stream』 | 唯一のアステロイド。                                                                                                |
| 桜井メイル☆                                                                       | ロール         | 『Stream』 | ラッシュシンクロチップを使用。 スーツがワンピースに変わる。                                                         |
| ダーク・ミヤビ☆                                                                   | シャドーマン   | 『Stream』 | Dr.ワイリー製シンクロチップを使用。                                                                                 |
| 岬悟郎                                                                            | プリズマン     | 本作       | 初回は被験者としてシンクロチップを使った実験に参加したが、失敗。成功したのはダークシンクロチップを使用した1回のみ。 |
| Dr.リーガル                                                                       | レーザーマン   | 本作       | ダークシンクロチップを使用。最終話のみで後に巨大化。                                                                |
| キャプテン・クロヒゲ                                                              | ダイブマン     | 『BEAST+』 | |
| チロル                                                                            | サーカスマン   | 『BEAST+』 | |
| オペレーターは、太字はネットセイバー、☆は『Stream』のクロスフュージョンメンバー。 |                |            | |

## ソウルユニゾン
ゲーム『ロックマンエグゼ4』の要素と同じもの。ロックマンが他のナビと共鳴することによって、その能力を取り込んで変身する。変身すると共鳴したナビを模した姿になる。初回の変身後に熱斗のPETから共鳴したナビのマークが記されたソウルユニゾンチップが排出され、以降はそのチップをスロットインすることで対応したソウルへと変身可能になる。作中に登場したソウルは以下の通り。それぞれの能力は原作を踏襲しているため、詳細はロックマンエグゼ4#ソウルユニゾンを参照。
- ロールソウル（第4話にて初登場）
- ファイアソウル（第7話にて初登場）
- ガッツソウル（第9話にて初登場）
- ナンバーソウル（第16話にて初登場）
- メタルソウル（第17話にて初登場）
- サーチソウル（第19話にて初登場）
- ブルースソウル（第27話にて初登場）
- アクアソウル（第30話にて初登場）
- サンダーソウル（第37話にて初登場）
- ウインドソウル（第38話にて初登場）
- ウッドソウル（第39話にて初登場）
- ジャンクソウル（第47話にて初登場）

## スタッフ
- 原案 - カプコン
- スーパーバイザー - 稲船敬二、佐上靖之、中沢利洋、油井卓也
- 原案協力 - 黒澤真、西巻篤秀
- 監督 - 加戸誉夫
- シリーズ構成 - 荒木憲一
- キャラクターデザイン - 石原満
- プロップデザイン - 加藤雅之
- 美術監督 - 高山八大
- 色彩設計 - 伴夏代
- 撮影監督 - 広瀬勝利
- 3DCG制作 - 小学館ミュージック&デジタル エンタテイメント
- 編集 - 辺見俊夫
- 音響監督 - 明田川仁
- 音楽 - 五十嵐“IGAO”淳一
- 音楽プロデューサー - 田中統英
- アニメーションプロデューサー - 千野孝敏
- プロデューサー - 紅谷佳和、宮澤秀典
- アニメーション制作 - XEBEC
- 製作 - テレビ東京[12]、小学館プロダクション

## 主題歌
どちらの曲も2007年3月にソニー・ミュージックエンタテインメントより発売された「ロックマンエグゼシリーズ ボーカル・アルバム」に収録されているが、単独でのCD発売などはされていない。
オープニングテーマ「二つの未来」
作詞 - Nao / 作曲・編曲 - 五十嵐“IGAO”淳一 / 歌 - 黒田倫弘
エンディングテーマ「光とどく場所」
作詞・作曲・編曲 -Nao / 歌 - 光熱斗&ロックマン（比嘉久美子&木村亜希子）

## 各話リスト
| 話数 | サブタイトル                    | 脚本           | 絵コンテ            | 演出                | 作画監督            | 放送日         |
| ---- | ------------------------------- | -------------- | ------------------- | ------------------- | ------------------- | -------------- |
| 1    | クロスフュージョン!             | 荒木憲一       | 加戸誉夫            | 長澤剛              | 本橋秀之            | 2003年 10月4日 |
| 2    | ネットシティ消滅!               | 荒木憲一       | どじゃがげん        | 日下直義            | 池上太郎            | 10月11日       |
| 3    | じゃばじゃばやばい水の泡!       | 千葉克彦       | 二瓶勇一            | 孫承希              | 高橋晃              | 10月18日       |
| 4    | ソウルユニゾン!                 | 山田健一       | どじゃがげん        | 日下直義            | 池上太郎            | 10月25日       |
| 5    | メタル温泉アッチッチ!           | 山田健一       | 鹿島典夫            | 上野史博            | 川平はじめ 松下清志 | 11月1日        |
| 6    | 最も危険な球技!                 | あみやまさはる | どじゃがげん        | 日下直義            | 池上太郎            | 11月8日        |
| 7    | 電子の花園!                     | 丸川直子       | 長澤剛 加戸誉夫     | 長澤剛              | 高橋晃              | 11月15日       |
| 8    | 鏡のなかの友情                  | 関島眞頼       | 後信治              | 林有紀              | 本橋秀之            | 11月22日       |
| 9    | 帰ってきたデカオ                | 荒木憲一       | 筑紫大介            | 孫承希              | 加藤はつえ          | 11月29日       |
| 10   | ダークチップの脅威!             | 久保田雅史     | どじゃがげん        | 日下直義            | 池上太郎            | 12月6日        |
| 11   | 金庫破りをやっつけろ!           | 千葉克彦       | 大槻敦史            | 大槻敦史            | 高橋晃              | 12月13日       |
| 12   | 鋼鉄のスナイパー                | あみやまさはる | 村山靖              | 長澤剛              | 加藤雅之            | 12月20日       |
| 13   | クロスフュージョン消滅!         | 山田健一       | 二瓶勇一            | 孫承希              | 今井雅美            | 12月27日       |
| 14   | 盗まれたプリンセス              | 久保田雅史     | 林有紀              | 林有紀              | 本橋秀之            | 2004年 1月10日 |
| 15   | 超人ガッツ!                     | 荒木憲一       | どじゃがげん        | 日下直義            | 池上太郎            | 1月17日        |
| 16   | カワイイ! 悪魔?                 | 関島眞頼       | 二瓶勇一            | 孫承希              | 高橋晃              | 1月24日        |
| 17   | 強襲ビーストマン!               | 山田健一       | 高見明男            | 長澤剛              | 足立慎吾            | 1月31日        |
| 18   | シャーロから来た男              | あみやまさはる | 筑紫大介            | 孫承希              | 今井雅美            | 2月7日         |
| 19   | サーチソウル!                   | 山田健一       | どじゃがげん        | 日下直義            | 池上太郎            | 2月14日        |
| 20   | ダークチップをよこせ!           | 荒木憲一       | 二瓶勇一            | 孫承希              | 高橋晃              | 2月21日        |
| 21   | シェードマンの野望              | 久保田雅史     | 林有紀              | 林有紀              | 本橋秀之            | 2月28日        |
| 22   | バブルマンの友達大作戦          | 千葉克彦       | うえだしげる        | うえだしげる        | 崔富京              | 3月6日         |
| 23   | 戦慄の超エネルギー              | 関島眞頼       | どじゃがげん        | 日下直義            | 池上太郎            | 3月13日        |
| 24   | 灼熱マグマの戦い                | 千葉克彦       | 長澤剛              | 長澤剛              | 高橋晃              | 3月20日        |
| 25   | ビデオマン、リターンズ!         | あみやまさはる | 鈴木吉男            | 鈴木吉男            | 平岡正幸            | 3月27日        |
| 26   | 青き炎の記憶                    | 久保田雅史     | 二瓶勇一            | 日下直義            | 池上太郎            | 4月3日         |
| 27   | 決戦! ネビュラ基地              | 荒木憲一       | どじゃがげん        | 日下直義            | 池上太郎            | 4月10日        |
| 28   | 揺れる心                        | 山田健一       | 林有紀              | 林有紀              | 本橋秀之            | 4月17日        |
| 29   | 炎山VSブルース                  | 丸川直子       | 加戸誉夫            | 孫承希              | 高橋晃              | 4月24日        |
| 30   | ラブラブアクアマン              | 千葉克彦       | どじゃがげん        | 日下直義            | 池上太郎            | 5月1日         |
| 31   | 衛星からの物体J（ジャンクマン） | あみやまさはる | どじゃがげん        | 日下直義            | 池上太郎            | 5月8日         |
| 32   | 復活! ビーフ司令                | 関島眞頼       | 井上修              | 井上修              | 日高真由美          | 5月15日        |
| 33   | クロスフュージョン0号           | 荒木憲一       | 二瓶勇一            | 孫承希              | 高橋晃              | 5月22日        |
| 34   | 指名手配はプリズマン            | 荒木憲一       | 長澤剛              | 長澤剛              | 高橋晃              | 5月29日        |
| 35   | ネビュラ大侵攻!                 | 山田健一       | どじゃがげん        | 日下直義            | 池上太郎            | 6月5日         |
| 36   | 完成! 新型PET!                  | 久保田雅史     | 大槻敦史            | 大槻敦史            | 加藤雅之            | 6月12日        |
| 37   | 謎の覆面ナビ                    | 千葉克彦       | うえだしげる        | うえだしげる        | 高橋晃              | 6月19日        |
| 38   | 飛んでシーサーアイランド        | 丸川直子       | 吉本毅              | 井上修              | 日高真由美          | 6月26日        |
| 39   | 列車でGO to hell!?              | あみやまさはる | どじゃがげん        | 日下直義            | 池上太郎            | 7月3日         |
| 40   | 地の底の英雄                    | 関島眞頼       | 筑紫大介            | 筑紫大介            | 高橋晃              | 7月10日        |
| 41   | アレグロ                        | 荒木憲一       | 二瓶勇一            | 孫承希              | 崔富京 宋承澤       | 7月17日        |
| 42   | メイルの初デート                | 久保田雅史     | どじゃがげん        | 日下直義            | 池上太郎            | 7月24日        |
| 43   | コマとマゴ                      | あみやまさはる | 鈴木吉男            | 鈴木吉男            | 高橋晃              | 7月31日        |
| 44   | 夏休みの恐怖                    | 千葉克彦       | 長澤剛              | 長澤剛              | 石原満              | 8月7日         |
| 45   | ラッシュの家出                  | 山田健一       | どじゃがげん        | 日下直義            | 池上太郎            | 8月14日        |
| 46   | ネット警察大攻防戦!             | 久保田雅史     | 筑紫大介            | 筑紫大介            | 高橋晃              | 8月21日        |
| 47   | 宇宙からのメッセージ            | あみやまさはる | うえだしげる 孫承希 | うえだしげる 孫承希 | 今井雅美            | 8月28日        |
| 48   | まりことゆりこ                  | 荒木憲一       | 加戸誉夫            | 片貝慎              | 高橋晃              | 9月4日         |
| 49   | さらばブルース                  | 関島眞頼       | 二瓶勇一            | 井上修              | 日高真由美          | 9月11日        |
| 50   | ダーク対ダークの決戦            | 千葉克彦       | どじゃがげん        | 日下直義            | 池上太郎            | 9月18日        |
| 51   | 光とどく場所                    | 荒木憲一       | 長澤剛              | 長澤剛              | 石原満              | 9月25日        |

## 関連商品

### CD
アニメ ロックマンエグゼシリーズ ボーカル・アルバム（2007年3月28日発売）
- カプコン セルピュータレーベルより販売。『二つの未来』『光とどく場所』収録。

### DVD
販売元：小学館
- 「ロックマンエグゼAXESS 01」 2004年4月7日発売、第1・2話、ロックマンエグゼ・ダイジェスト収録。
- 「ロックマンエグゼAXESS 02」 2004年4月21日発売、第3・4・5話収録。
- 「ロックマンエグゼAXESS 03」 2004年5月19日発売、第6・7・8話収録。
- 「ロックマンエグゼAXESS 04」 2004年6月16日発売、第9・10・11話収録。
- 「ロックマンエグゼAXESS 05」 2004年7月14日発売、第12・13・14話収録。
- 「ロックマンエグゼAXESS 06」 2004年8月18日発売、第15・16・17話収録。
- 「ロックマンエグゼAXESS 07」 2004年9月15日発売、第18・19・20話収録。
- 「ロックマンエグゼAXESS 08」 2004年10月20日発売、第21・22・23話収録。
- 「ロックマンエグゼAXESS 09」 2004年11月17日発売、第24・25・26話収録。
- 「ロックマンエグゼAXESS 10」 2004年12月15日発売、第27・28・29話収録。
- 「ロックマンエグゼAXESS 11」 2005年1月19日発売、第30・31・32話収録。
- 「ロックマンエグゼAXESS 12」 2005年2月16日発売、第33・34・35話収録。
- 「ロックマンエグゼAXESS 13」 2005年3月16日発売、第36・37・38話収録。
- 「ロックマンエグゼAXESS 14」 2005年3月16日発売、第39・40・41話収録。
- 「ロックマンエグゼAXESS 15」 2005年4月20日発売、第42・43・44話収録。
- 「ロックマンエグゼAXESS 16」 2005年4月20日発売、第45・46・47話収録。
- 「ロックマンエグゼAXESS 17」 2005年5月18日発売、第48・49・50・51話収録。